# Behice Boran
Behice Boran (Bursa, 1º maggio 1910 – Bruxelles, 10 ottobre 1987) è stata una sociologa e politica turca.

## Biografia
Boran crebbe nel periodo di transizione tra l'impero ottomano e la nascita della Repubblica Turca e sin dai tempi della scuola femminile americana di Arnavutköy dimostrò uno spiccato interesse alle questioni politiche e sociali. Nel 1931 si iscrisse alla facoltà di Lettere dell'Università di Istanbul, dove studiò con illustri menti della neonata repubblica come Niyazi Berkes, Pertev Naili Boratav e Adnan Cemgil, e iniziò a insegnare la lingua inglese alla scuola secondaria di Magnesia. Grazie a una borsa di studio, nel 1934 intraprese un percorso di dottorato in sociologia all'Università del Michigan e si avvicinò agli ideali marxisti. Nel 1938 discusse la sua tesi di dottorato che confutava l'idea statunitense dell'esistenza di una transitività tra classe, occupazione e status, divenendo così la prima donna sociologa della storia turca.
Tornata in patria, insegnò sociologia all'Università di Ankara, dove dovette scontrarsi con la mentalità dominante che guardava di buon occhio la Germania nazista di Adolf Hitler, potenza che finanziò cospicuamente la neonata repubblica turca. Fu membro del Partito Comunista di Turchia e scrisse sulle riviste Yurt, Dünya e Adımlar a esso associate. Ciò portò alla sua espulsione dal mondo accademico nel 1948.
Durante la guerra fredda l'Unione Sovietica fu promotrice di un movimento mondiale per la pace. È in questo contesto che Boran fondò l'Associazione turca degli amanti della pace (in turco: Barışseverler Cemiyeti) che si schierò apertamente contro l'invio di soldati in Corea. Sostenuta dal Partito Comunista, l'associazione venne sciolta e i suoi membri furono condannati a 15 mesi di reclusione. Con il colpo di Stato in Turchia del 1960 Boran entrò tra le file del Partito dei Lavoratori della Turchia. Venne eletta in parlamento nel 1965 e fu coinvolta sia nelle lotte interne contro il presidente del partito Mehmet Ali Aybar, il quale preferiva una rivoluzione marxista-leninista armata a una democratica, sia in quelle esterne contro il Partito Repubblicano Nazionale dei Contadini (CKMP) guidato da Alparslan Türkeş, di vocazione nazionalista.
Il colpo di Stato in Turchia del 1971 pose fine ai movimenti di sinistra del paese e alla carriera politica di Boran, che fu arrestata, accusata di essere curda e condannata a 15 anni di carcere. Fu rilasciata il 14 luglio 1974 approfittando di un'amnistia e l'anno successivo rientrò tra le file del ricostituito Partito dei Lavoratori, che però ebbe vita breve a seguito di un nuovo colpo di Stato. Boran visse i suoi ultimi anni in esilio, cercando di riunire il Partito dei Lavoratori e il Partito Comunista. L'unione delle due forze politiche avvenne in una conferenza stampa a Bruxelles il 7 ottobre 1987, pochi giorni prima della morte di Boran.

## Il pensiero
Le idee politiche di Boran si distaccarono dalla linea direttiva del Partito dei Lavoratori riguardo alla rivoluzione turca, al kemalismo, alla struttura sociale e al soggetto rivoluzionario. Riguardo alle rivoluzioni repubblicane scrive: 
Durante il periodo delle riviste Yurt, Dünya e Adımlar, Boran vedeva il nazionalismo kemalista non come una glorificazione puritana basata sul sangue, ma come un modo per aspirare a una nazione turca avanzata e democratica. In contrapposizione alla lotta armata del direttivo del Partito dei Lavoratori che a suo avviso non elevava la classe borghese, credeva nel modernismo della nazione per mezzo delle rivoluzioni democratiche. Inoltre, vedeva una continuità tra il sistema feudale dell'Impero ottomano e il capitalismo della Repubblica che si era verificato per fattori esterni e che quindi necessitava di una modernizzazione militare per effetto delle guerre perdute.
Boran ritenne che il colpo di Stato del 1971 fosse stato reso possibile grazie allo sviluppo della borghesia per via dell'industrializzazione che si vedeva ostacolata dalle riforme sociali e dai diritti sindacali e di sciopero promossi dalla sinistra.
Nella sua Tesi della Rivoluzione Socialista, Boran afferma che oltre ai fattori economici non si possono escludere le implicazioni sociali in un cambiamento, che avviene in maniera olistica. Crede che la società non cambi solo con il rovesciamento delle istituzioni, ma che abbia bisogno anche di cambiamenti strutturali.